# عشق (فیلم ۱۹۲۰)
عشق (انگلیسی: Love) فیلمی در ژانر رمانتیک به کارگردانی وسلی راگلز است که در سال ۱۹۲۰ منتشر شد.